# Semion Aranovitch
 (août 2025).
Si vous disposez d'ouvrages ou d'articles de référence ou si vous connaissez des sites web de qualité traitant du thème abordé ici, merci de compléter l'article en donnant les références utiles à sa vérifiabilité et en les liant à la section « Notes et références ».
Semion Davidovitch Aranovitch (en russe : Семён Дави́дович Арано́вич), né le 23 juillet 1934 à Derajnia (Oblast de Khmelnitski) et mort le 8 septembre 1996 à Hambourg, est un cinéaste soviétique et russe.

## Biographie
Élève de Roman Karmen à l'Institut national de la cinématographie Aranovitch obtient son diplôme en 1965. Sa carrière commence aux studios Lennauchfilm (en) où on réalise les films documentaires et didactiques. À partir de 1971, il travaille pour Lenfilm. En 1983, il porte à l'écran la nouvelle inachevée de Iouri Guerman Bonjour, Maria Nikolaevna retravaillé en scénario par le fils de l'écrivain Alexeï Guerman. Le film sorti sous le titre Les Torpilleurs est un grand succès qui apportera à ses créateurs un Prix d'État de l'URSS.
Il est nommé artiste du peuple de la fédération de Russie en 1994.
Semion Aranovitch meurt le 8 septembre 1996 après une longue maladie à Hambourg, avant de pouvoir terminer son dernier film Agnus Dei. Il est inhumé au cimetière juif de Hambourg.

## Filmographie

### Réalisateur de fictions
- 1971 : Diplomate rouge. Pages de la vie de Leonid Krassine (ru)
- 1973 : Le Fer à cheval cassé (Сломанная подкова)
- 1976 : ...Et d'autres officiels (… И другие официальные лица)
- 1978 : Voyage d'été au bord de la mer (Летняя поездка к морю)
- 1980 : Rafferty (ru) (Рафферти)
- 1983 : Les Torpilleurs (Торпедоносцы)
- 1985 : Confrontation (Противостояние)
- 1994 : L'Année du Chien (Год собаки)
- 1995 : Agnus Dei (Агнус Дей), film inachevé

### Réalisateur de documentaires
- 1966 : L'amie de Gorki, Andreïeva (ru)
- 1969 : Gens de la terre et des cieux (Люди земли и неба)
- 1981 : Sonate pour Alto. Dimitri Chostakovitch (Альтовая соната. Дмитрий Шостакович)
- 1989 : J'ai servi dans la garde de Staline (Я служил в охране Сталина)
- 1989 : L'Affaire personnelle de Anna Akhmatova (Личное дело Анны Ахматовой)
- 1991 : Le Grand Concert des peuples (Большой концерт народов)
- 1993 : Les Îles (Острова)

## Distinctions
- 1983 : Prix d'État de l'URSS pour le film Les Torpilleurs
- 1988 : Nika du meilleur film documentaire pour la biographie Maxim Gorky. Dernières années
- Berlinale 1994 : Ours d'argent de la meilleure contribution artistique pour le film L'Année du Chien